# Henry Armetta
Henry Armetta (* 4. Juli 1888 in Palermo, Sizilien als Enrico Armetta; † 21. Oktober 1945 in San Diego, Kalifornien) war ein italienisch-amerikanischer Schauspieler. Seit 1915 wirkte er bis zum Ende seines Lebens an mehr als 160 Filmproduktionen mit, hauptsächlich in kleineren bis mittleren Nebenrollen.

## Leben und Karriere
Enrico Armetta wanderte im Jahre 1902 als Jugendlicher von Italien in die Vereinigten Staaten aus. Dabei änderte er seinen Vornamen von Enrico, für einen amerikanischeren Klang, zu Henry um. Er übte zunächst handwerkliche Berufe aus, bis er als Bediensteter und Kostümnäher beim Lambs Club, einem New Yorker Club für Schauspieler, angestellt wurde. Dabei befreundete er sich mit dem damaligen Broadway-Star Raymond Hitchcock, der Armetta eine kleine Rolle in seinem Stück A Yankee Consul anbot. Fortan trat er als Schauspieler in zahlreichen Theaterstücken auf. Seinen ersten Film The Nigger drehte Armetta bereits 1915, in den folgenden Jahren drehte er einige Stummfilme. 
1923 zog der korpulente, schnauzbärtige Charakterdarsteller nach Hollywood; gegen Ende der 1920er-Jahre gelang ihm der Übergang von dem Stummfilm in den Tonfilm problemlos. Armetta machte sich in Hollywood einen Namen als Darsteller von zumeist sympathischen und manchmal komischen Südeuropäern; häufig handelte es sich um stereotyp angelegte Nebenrollen, besonders als italienischer Wirt, Restaurantbetreiber, Barbier oder Händler. Gelegentlich erhielt er auch Hauptrollen, unter anderem im Film Let’s Sing Again (1936) mit dem Kinderschauspieler Bobby Breen. Außerdem verkörperte er Anfang der 1930er-Jahre die Hauptfigur Tony in einer Reihe von Kurzfilm-Komödien. Eine seiner bekanntesten Rollen hatte Armetta als entnervter Herbergenbesitzer im Laurel-und-Hardy-Film Hände hoch – oder nicht (1933), der die ganze Nacht erfolglos versucht, Stans kleines Geschicklichkeitsspiel Knie, Ohr, Nase auszuprobieren. In der Komödie The Big Store (1941) mit den Marx Brothers spielte er den Vater einer italienischen Großfamilie, der Betten einkaufen möchte. Bis in sein Todesjahr spielte er in insgesamt fast 170 Filmen mit.
Henry Armetta starb 1945 überraschend im Alter von 57 Jahren an einem Herzinfarkt. Mit seiner Frau Iole war er von 1920 bis zu seinem Tod verheiratet, sie hatten drei Kinder. Er liegt begraben auf dem Holy Cross Cemetery in Culver City, Kalifornien.

## Filmografie (Auswahl)
- 1915: The Nigger
- 1920: Fantômas
- 1923: The Silent Command
- 1925: Mit Lasso und Peitsche (The Desert’s Price)
- 1927: Das Glück in der Mansarde (Seventh Heaven)
- 1927: Bezahlte Liebe (Paid to Love)
- 1928: Blaue Jungs – blonde Mädchen (A Girl in Every Port)
- 1928: Engel der Straße (Street Angel)
- 1928: Zwei junge Herzen (Lonesome)
- 1928: Die rote Tänzerin von Moskau (The Red Dance)
- 1928: In Old Arizona
- 1929: Die Lady von der Straße (Lady of the Pavements)
- 1929: Madame X
- 1929: Sunny Side Up
- 1929: The Trespasser
- 1930: The Girl Said No
- 1930: Romanze (Romance)
- 1930: Die Sehnsucht jeder Frau
- 1931: Laughing Sinners
- 1932: Sehnsucht ohne Ende (Forbidden)
- 1932: Ein ausgefuchster Gauner (High Pressure)
- 1932: Wer andern keine Liebe gönnt (The Passionate Plumber)
- 1932: Arsene Lupin, der König der Diebe (Arsène Lupin)
- 1932: Scarface
- 1932: Flirt (Huddle)
- 1932: Feuerkopf (Red-Headed Woman)
- 1932: Der Theaterprofessor (Speak Easily)
- 1932: In einem anderen Land (A Farewell to Arms)
- 1932: Rasputin: Der Dämon Rußlands (Rasputin and the Empress)
- 1933: Bier her! (What! No Beer?)
- 1933: Hände hoch – oder nicht (The Devil’s Brother)
- 1934: The Cat and the Fiddle
- 1934: Schrei der Gehetzten (Viva Villa!)
- 1934: Die schwarze Katze (The Black Cat)
- 1934: Tempel der Schönheit (Kiss and Make-Up)
- 1934: Gauner auf Urlaub (Hide-Out)
- 1934: Das leuchtende Ziel (One Night of Love)
- 1934: Die lustige Witwe (The Merry Widow)
- 1934: Frauen am Scheidewege (Imitation of Life)
- 1935: Nach Büroschluss (After Office Hours)
- 1935: Magnificent Obsession
- 1936: Let’s Sing Again
- 1936: Poor Little Rich Girl
- 1936: The Magnificent Brute
- 1937: Make a Wish
- 1937: Manhattan Merry-Go-Round
- 1938: Vorhang auf für Judy (Everybody Sing)
- 1938: Submarine Patrol
- 1939: Weg aus dem Nichts (Dust Be My Destiny)
- 1940: The Man Who Talked Too Much
- 1941: Die Marx Brothers im Kaufhaus (The Big Store)
- 1943: Stage Door Canteen
- 1943: Thank Your Lucky Stars
- 1944: Pinky und Curly (Once Upon a Time)
- 1944: Ghost Catchers
- 1945: A Bell for Adano
- 1945: Urlaub in Hollywood (Anchors Aweigh)
- 1946: Colonel Effingham’s Raid